# Call Down the Moon
Call Down the Moon è un album dei Man, pubblicato dalla Hypertension Records nel 1995. Il disco fu registrato (e mixato) nel novembre 1994 al Egg Studios di Seattle, stato di Washington (Stati Uniti).

## Tracce
Brani composti da Micky Jones, Deke Leonard, Martin Ace e John Weathers
1. Call Down the Moon – 9:25
2. If I Were You – 7:33
3. Dream Away – 6:04
4. Blackout – 5:27
5. The Man with X-Ray Eyes – 7:06
6. Heaven and Hell – 8:08
7. The Girl Is Trouble – 4:03
8. Drivin' Around – 12:20
9. Burn My Workin' Clothes – 2:58

## Musicisti
- Micky Jones  - chitarra, voce
- Deke Leonard  - tastiera, chitarra, voce
- Martin Ace  - basso, voce
- John Weathers  - batteria, chitarra, voce